# Де Клерк, Барт
Барт де Клерк (англ. Bart De Clercq, род. 26 августа 1986 в Зоттегеме, Восточная Фландрия, Бельгия) — бельгийский профессиональный шоссейный велогонщик, выступающий с 2011 года за команду Lotto Soudal. Главным достижением является победа на 7 этапе Джиро д'Италия 2011 года.

## Главные выступления
| 2011 - 1-й на этапе 7 Джиро д'Италия 2015 - 2-й - Тур Польши - 1-й на этапе 5 |

## Статистика выступлений наГранд Турах
| Гранд Тур | 2011 | 2012 | 2013 | 2014 | 2015 |
| --------- | ---- | ---- | ---- | ---- | ---- |
| Джиро     | 27   | 40   | —    | —    | —    |
| Тур       | —    | —    | 38   | сход | —    |
| Вуэльта   | —    | 17   | сход | 34   | ...  |